# Aichi E3A
L' Aichi E3A (九〇式一号水上偵察機?, Kyū rei-shiki ichi-gō suijō teisatsu-ki, Idrovolante da osservazione tipo 90-1) era un idroricognitore marittimo imbarcato prodotto dall'azienda giapponese Aichi Tokei Denki KK negli anni trenta.
Sviluppato dal tedesco Heinkel HD 56, venne presentato per rispondere ad una specifica della Marina imperiale giapponese ma, prodotto in pochi esemplari, il suo impiego operativo nella Dai-Nippon Teikoku Kaigun Kōkū Hombu, la componente aerea della marina imperiale, fu limitato alle prime fasi della seconda guerra sino-giapponese.

## Storia del progetto
La marina imperiale giapponese, nell'ambito di un ammodernamento come conseguenza delle restrizioni dettate dal trattato navale di Washington, aveva cominciato ad avvicinarsi all'arma aerea equipaggiando le proprie unità con idrovolanti da ricognizione dalla metà degli anni venti, prima con lo Yokosuka E1Y ed affiancato successivamente dal Nakajima E2N. La costante evoluzione tecnologica dell'aviazione del periodo però rese velocemente superate le prestazioni offerte dai due modelli, cosa che rese necessaria l'emissione di una specifica per la fornitura di nuovi velivoli che potessero ricoprire quel ruolo.
Alla richiesta risposero l'Aichi, con il Ricognitore navale Tipo 90-1, la Nakajima Hikōki, che presentò il suo NZ, in seguito sviluppato nel NJ e ridesignato dalla marina Ricognitore navale Tipo 90-2 (E4N), e la Kawanishi Kōkūki, che propose il suo Ricognitore navale Tipo 90-3 (E5K).

### Sviluppo
L'Aichi, che stava accumulando esperienza in quel campo, aveva stipulato degli accordi commerciali con l'azienda tedesca Ernst Heinkel Flugzeugwerke commissionando la progettazione già qualche anno prima, collaborazione che aveva generato l'Heinkel HD 25 proposto dall'azienda giapponese e che, con la designazione Ricognitore navale biposto Tipo 2, venne assegnato in dotazione ad alcuni incrociatori.
L'ufficio tecnico Heinkel realizzò l'HD 56, un idrovolante a scarponi monomotore biposto dall'impostazione tradizionale, il cui prototipo venne portato in volo per la prima volta nel 1929. Venne in seguito trasferito in Giappone e sottoposto all'attenzione dell'ufficio tecnico dell'Aichi. I tecnici dell'azienda introdussero una serie di modifiche per meglio adattarlo alle esigenze della marina imperiale. Venne ridotta la lunghezza della fusoliera ed adottata una velatura dalla minore apertura alare, quindi venne equipaggiato con un motore di produzione nazionale, il radiale Hitachi Tempu in sostituzione dell'originale Wright Whirlwind. Nella nuova configurazione volò nel corso del 1930.
Nel 1931 venne sottoposto alla valutazione comparativa della commissione esaminatrice e questa, pur constatando che le prestazioni generali offerte non erano del tutto soddisfacenti, dichiarò vincitrice la proposta dell'Aichi ma chiedendo delle modifiche per compensare alcune sue carenze, in particolare un aumento dell'autonomia e di conseguenza del raggio d'azione.
Tuttavia, intuendo le potenzialità di quel progetto, invitò nel contempo la Nakajima a riproporre un modello modificato e che in seguito diventerà la principale fornitura in ottemperanza a quella specifica.
L'E3A venne quindi modificato come richiesto e ne venne avviata la produzione in serie, che assunse la designazione E3A1, realizzata in un totale complessivo di 12 esemplari.

## Tecnica
Il E3A, come l'HD 56, era un velivolo dall'aspetto convenzionale, monomotore biplano biposto con soluzione con galleggianti a scarponi.
La fusoliera era realizzata in tecnica mista, con la struttura in tubi in acciaio saldati ricoperta di pannelli in compensato e dotata di due abitacoli aperti in tandem, l'anteriore per il pilota ed il posteriore riservato all'osservatore e mitragliere. Posteriormente terminava in un impennaggio convenzionale monoderiva.
La configurazione alare era biplana, con ali, la superiore a parasole e l'inferiore montata bassa e costituita da due semiali a sbalzo, di ugual misura e collegate tra loro da una coppia di montanti "ad N" e la superiore alla fusoliera da un castello tubolare, integrati da tiranti costituiti da cavi in acciaio.
L'apparato di galleggiamento era costituito da due galleggianti collegati tramite una struttura tubolare alla parte inferiore del velivolo.
L'impianto propulsivo era affidato, come nella tradizione aeronautica giapponese, ad un motore radiale, l'Hitachi Tempu, un 9 cilindri disposti a singola stella e raffreddato ad aria in grado di sviluppare una potenza nominale pari a 300 CV (221 kW), posizionato all'apice anteriore della fusoliera ed integrato con un anello Townend, abbinato ad un'elica bipala a passo fisso.
Per l'armamento vennero adottate due mitragliatrici Type 92 calibro 7,7 mm, una installata anteriormente in caccia ed una brandeggiabile montata su supporto mobile ed installata nell'abitacolo posteriore a scopo difensivo.

## Impiego operativo
L'E3A1 era già operativo durante la seconda guerra sino-giapponese, come equipaggiamento degli incrociatori di classe Sendai e di alcune portaerei, ma a causa delle non ottimali prestazioni non vennero effettivamente impiegati in azioni belliche venendo progressivamente rimpiazzati da modelli più efficienti.

## Versioni
E3A
prototipo, basato sull'Heinkel HD 56 ma con modifiche sostanziali.
E3A1
versione evoluta avviata alla produzione in serie.

## Utilizzatori
Giappone
- Dai-Nippon Teikoku Kaigun Kōkū Hombu